# Rumania en el Festival de la Canción de Eurovisión 2021
Rumania participó en el LXV Festival de la Canción de Eurovisión, celebrado en Róterdam, Países Bajos del 18 al 22 de mayo del 2021, tras la victoria de Duncan Laurence con la canción «Arcade». La Sociedad Rumana de Televisión (TVR) decidió mantener a la representante de Rumania de la cancelada edición de 2020, la artista Roxen para participar en la edición de 2021, siendo presentada en el mes de marzo la canción «Amnesia» con la cual competiría.
A pesar de ser una de las favoritas en las casas de apuestas en la edición de 2020, Roxen finalizó en 12.ª posición de la semifinal 1 con 85 puntos, 58 del jurado profesional y 27 del televoto.

## Historia de Rumania en el Festival
Rumania es uno de los países de Europa del Este que se fueron uniendo al festival después de la disolución de la Unión Soviética, intentando debutar en 1993 al participar en la eliminatoria «Kvalifikacija za Millstreet», la primera ronda eliminatoria realizada para el festival tras la alta demanda de países que deseaban participar en el concurso, sin embargo no logró clasificar al quedar en 7° lugar, debutando un año después, en 1994. Desde entonces el país ha concursado en 20 ocasiones, siendo su mejor participación en 2005 y en 2010, cuando se colocaron en 3.ª posición con Luminița Anghel & el grupo Sistem con la canción «Let me try» y el dúo de Paula Seling junto a Ovi con el tema «Playing with fire». Así mismo, el país se ha colocado en cuatro ocasiones más dentro de los mejores 10. Desde la introducción de las semifinales en 2004, Rumania se convirtió en uno de los países en siempre clasificar a la gran final hasta su primera eliminación en 2018.
La representante para la edición cancelada de 2020 era Roxen con la balada «Alcohol You». En 2019, la cantante Ester Peony no logró clasificarse para la final, terminando en 13.ª posición con 71 puntos en la segunda semifinal, con el tema «On a Sunday».

## Representante para Eurovisión

### Elección Interna
Rumania confirmó su participación en el Festival de Eurovisión de 2021 el 23 de marzo de 2020 con el anuncio de la propia Roxen, artista seleccionada para participar en el festival de 2020, que se mantendría como representante rumana en el concurso. La TVR confirmó en febrero de 2021 que un jurado interno seleccionaría la canción participante, con Roxen grabando un total de 6 temas en inglés que fueron evaluados por Luminiţa Anghel, Andrei Tudor, Stanciu, Lucian Ștefan, Bogdan Păun, Liviu Elekes, Bogdan Pavlică, Dan Manoliu and Gabriel Scîrlet. El 1 de marzo se confirmó que la canción ya había sido seleccionada, siendo presentada el 4 de marzo la canción junto al videoclip oficial «Amnesia» compuesta por Adelina Stîngă y Victor Bouroșu.

## En Eurovisión
De acuerdo a las reglas del festival, todos los concursantes inician desde las semifinales, a excepción del anfitrión (en este caso, Países Bajos) y el Big Five compuesto por Alemania, España, Francia, Italia y Reino Unido. La producción del festival decidió respetar el sorteo ya realizado para la edición cancelada de 2020 por lo que se determinó que el país, tendría que participar en la primera semifinal. En este mismo sorteo, se determinó que participaría en la segunda mitad de la semifinal (posiciones 8-16). Semanas después, ya conocidos los artistas y sus respectivas canciones participantes, la producción del programa dio a conocer el orden de actuación, determinando que Rumania participara en la decimotercera posición, precedida por Israel y seguida de Azerbaiyán.
Los comentarios para Rumania corrieron por parte de Bogdan Stănescu para televisión. La portavoz de la votación del jurado profesional rumano fue la ex gimnasta Cătălina Ponor.

### Semifinal 1
Roxen tomó parte de los primeros ensayos el 9 y 12 de mayo, así como de los ensayos generales con vestuario de la primera semifinal el 17 y 18 de mayo. El ensayo general de la tarde del 17 fue tomado en cuenta por los jurados profesionales para emitir sus votos, que representan el 50 % de los puntos. Rumania se presentó en la posición 13, detrás de Azerbaiyán y por delante de Israel. En la actuación rumana Roxen fue acompañada de 5 bailarines que realizaron una danza interpretativa junto a Roxen. En los fondos de la pantalla led se mostraban siluetas negras simulando que intentan huir de algo, pasando el recinto de un inicial color azul, a uno rojo y por último, la iluminación se tornó naranja y morada. El piso del escenario se mantuvo lleno de humo durante la actuación y al final de la presentación, se mostró en la pantalla la frase «For every shout that went unheard» («Por cada grito que no fue escuchado» en español).
Al final del show, Rumania no fue anunciada como uno de los países clasificados para la gran final. Los resultados revelados una vez terminado el festival, posicionaron a la cantante croata en la 12.ª posición con 85 puntos, habiéndose colocado en 9° lugar con 58 puntos del jurado profesional y en 12° lugar del televoto con solo 27 puntos. Esta se convirtió en la tercera eliminación consecutiva del país en semifinales.

#### Puntuación otorgada a Rumania

##### Semifinal 1
| Jurado                | Jurado    | Jurado            | Jurado                 | Jurado         |
| 12 puntos             | 10 puntos | 8 puntos          | 7 puntos               | 6 puntos       |
| --------------------- | --------- | ----------------- | ---------------------- | -------------- |
| - Malta               | - Chipre  |                   | - Azerbaiyán - Ucrania | - Alemania     |
| 5 puntos              | 4 puntos  | 3 puntos          | 2 puntos               | 1 punto        |
| - Bélgica - Lituania  |           | - Croacia         | - Noruega              | - Países Bajos |
| Televoto              |           |                   |                        |                |
| 12 puntos             | 10 puntos | 8 puntos          | 7 puntos               | 6 puntos       |
|                       | - Italia  |                   |                        |                |
| 5 puntos              | 4 puntos  | 3 puntos          | 2 puntos               | 1 punto        |
| - Azerbaiyán - Chipre |           | - Irlanda - Malta |                        | - Bélgica      |

#### Puntuación otorgada por Rumania
| Puntos    | Jurado              | Televoto            |
| --------- | ------------------- | ------------------- |
| 12 puntos | Malta               | Ucrania             |
| 10 puntos | Ucrania             | Israel              |
| 8 puntos  | Lituania            | Malta               |
| 7 puntos  | Eslovenia           | Azerbaiyán          |
| 6 puntos  | Macedonia del Norte | Lituania            |
| 5 puntos  | Rusia               | Rusia               |
| 4 puntos  | Suecia              | Chipre              |
| 3 puntos  | Chipre              | Noruega             |
| 2 puntos  | Australia           | Macedonia del Norte |
| 1 punto   | Croacia             | Bélgica             |

| Puntos    | Jurado    | Televoto   |
| --------- | --------- | ---------- |
| 12 puntos | Malta     | Moldavia   |
| 10 puntos | Portugal  | Italia     |
| 8 puntos  | Finlandia | Francia    |
| 7 puntos  | Suiza     | Ucrania    |
| 6 puntos  | Moldavia  | Finlandia  |
| 5 puntos  | Ucrania   | Suiza      |
| 4 puntos  | Francia   | Azerbaiyán |
| 3 puntos  | Italia    | Lituania   |
| 2 puntos  | Bulgaria  | Malta      |
| 1 punto   | Alemania  | Israel     |

##### Desglose
El jurado rumano estuvo compuesto por:
- DJ Andy
- Luminița Anghel
- Ilinca
- Răzvan Popescu
- Liviu Teodorescu

| Semifinal 1 | Semifinal 1         | Semifinal 1                | Semifinal 1                | Semifinal 1                | Semifinal 1                | Semifinal 1                | Semifinal 1                | Semifinal 1                | Semifinal 1                | Semifinal 1                |
| N.º         | País                | Jurado                     | Jurado                     | Jurado                     | Jurado                     | Jurado                     | Jurado                     | Jurado                     | Televoto                   | Televoto                   |
| N.º         | País                | Jurado A                   | Jurado B                   | Jurado C                   | Jurado D                   | Jurado E                   | Ranking                    | Puntos                     | Ranking                    | Puntos                     |
| ----------- | ------------------- | -------------------------- | -------------------------- | -------------------------- | -------------------------- | -------------------------- | -------------------------- | -------------------------- | -------------------------- | -------------------------- |
| 01          | Lituania            | 7                          | 2                          | 2                          | 5                          | 6                          | 3                          | 8                          | 5                          | 6                          |
| 02          | Eslovenia           | 3                          | 5                          | 13                         | 2                          | 7                          | 4                          | 7                          | 12                         |                            |
| 03          | Rusia               | 14                         | 6                          | 6                          | 8                          | 2                          | 6                          | 5                          | 6                          | 5                          |
| 04          | Suecia              | 10                         | 15                         | 5                          | 10                         | 3                          | 7                          | 4                          | 11                         |                            |
| 05          | Australia           | 15                         | 3                          | 8                          | 9                          | 15                         | 9                          | 2                          | 15                         |                            |
| 06          | Macedonia del Norte | 4                          | 4                          | 10                         | 4                          | 8                          | 5                          | 6                          | 9                          | 2                          |
| 07          | Irlanda             | 8                          | 14                         | 15                         | 6                          | 9                          | 11                         |                            | 13                         |                            |
| 08          | Chipre              | 12                         | 13                         | 4                          | 7                          | 5                          | 8                          | 3                          | 7                          | 4                          |
| 09          | Noruega             | 11                         | 12                         | 12                         | 14                         | 14                         | 15                         |                            | 8                          | 3                          |
| 10          | Croacia             | 5                          | 11                         | 9                          | 12                         | 11                         | 10                         | 1                          | 14                         |                            |
| 11          | Bélgica             | 6                          | 10                         | 14                         | 11                         | 12                         | 13                         |                            | 10                         | 1                          |
| 12          | Israel              | 13                         | 7                          | 11                         | 13                         | 10                         | 14                         |                            | 2                          | 10                         |
| 13          | Rumania             | -------------------------- | -------------------------- | -------------------------- | -------------------------- | -------------------------- | -------------------------- | -------------------------- | -------------------------- | -------------------------- |
| 14          | Azerbaiyán          | 9                          | 9                          | 7                          | 15                         | 13                         | 12                         |                            | 4                          | 7                          |
| 15          | Ucrania             | 2                          | 8                          | 3                          | 3                          | 4                          | 2                          | 10                         | 1                          | 12                         |
| 16          | Malta               | 1                          | 1                          | 1                          | 1                          | 1                          | 1                          | 12                         | 3                          | 8                          |

| Final | Final        | Final    | Final    | Final    | Final    | Final    | Final   | Final  | Final    | Final    |
| N.º   | País         | Jurado   | Jurado   | Jurado   | Jurado   | Jurado   | Jurado  | Jurado | Televoto | Televoto |
| N.º   | País         | Jurado A | Jurado B | Jurado C | Jurado D | Jurado E | Ranking | Puntos | Ranking  | Puntos   |
| ----- | ------------ | -------- | -------- | -------- | -------- | -------- | ------- | ------ | -------- | -------- |
| 01    | Chipre       | 16       | 20       | 8        | 13       | 19       | 17      |        | 16       |          |
| 02    | Albania      | 9        | 26       | 18       | 10       | 17       | 16      |        | 20       |          |
| 03    | Israel       | 8        | 16       | 19       | 12       | 10       | 11      |        | 10       | 1        |
| 04    | Bélgica      | 12       | 6        | 26       | 16       | 26       | 12      |        | 24       |          |
| 05    | Rusia        | 23       | 22       | 9        | 19       | 12       | 19      |        | 18       |          |
| 06    | Malta        | 1        | 1        | 2        | 1        | 1        | 1       | 12     | 9        | 2        |
| 07    | Portugal     | 2        | 3        | 4        | 2        | 4        | 2       | 10     | 22       |          |
| 08    | Serbia       | 13       | 25       | 22       | 23       | 11       | 22      |        | 11       |          |
| 09    | Reino Unido  | 17       | 23       | 24       | 17       | 22       | 25      |        | 25       |          |
| 10    | Grecia       | 15       | 18       | 15       | 21       | 16       | 23      |        | 21       |          |
| 11    | Suiza        | 11       | 8        | 1        | 22       | 2        | 4       | 7      | 6        | 5        |
| 12    | Islandia     | 26       | 9        | 14       | 26       | 13       | 18      |        | 12       |          |
| 13    | España       | 24       | 14       | 25       | 8        | 23       | 20      |        | 19       |          |
| 14    | Moldavia     | 5        | 5        | 10       | 5        | 7        | 5       | 6      | 1        | 12       |
| 15    | Alemania     | 20       | 10       | 12       | 7        | 15       | 10      | 1      | 23       |          |
| 16    | Finlandia    | 3        | 4        | 11       | 3        | 3        | 3       | 8      | 5        | 6        |
| 17    | Bulgaria     | 10       | 15       | 13       | 4        | 6        | 9       | 2      | 14       |          |
| 18    | Lituania     | 22       | 11       | 7        | 24       | 20       | 15      |        | 8        | 3        |
| 19    | Ucrania      | 21       | 2        | 6        | 11       | 5        | 6       | 5      | 4        | 7        |
| 20    | Francia      | 6        | 7        | 5        | 6        | 9        | 7       | 4      | 3        | 8        |
| 21    | Azerbaiyán   | 19       | 19       | 16       | 20       | 24       | 24      |        | 7        | 4        |
| 22    | Noruega      | 18       | 17       | 23       | 9        | 25       | 21      |        | 13       |          |
| 23    | Países Bajos | 7        | 21       | 17       | 15       | 14       | 14      |        | 26       |          |
| 24    | Italia       | 4        | 12       | 3        | 18       | 18       | 8       | 3      | 2        | 10       |
| 25    | Suecia       | 14       | 13       | 21       | 14       | 8        | 13      |        | 15       |          |
| 26    | San Marino   | 25       | 24       | 20       | 25       | 21       | 26      |        | 17       |          |